# Джессі Джеймс. Герой поза часом
Джессі Джеймс. Герой поза часом (англ. Jesse James) — американський біографічний вестерн режисера Ірвінга Каммінгса 1939 року.

## Сюжет
Цей фільм знято за реальними подіями, які відбувалися в другій половині дев'ятнадцятого століття в США. Після трагічної війни між південними і північними штатами Америка приступила до завоювання заходу. Символом цієї епохи стало будівництво трансконтинентальної залізниці.
Будівництво часто супроводжувалося свавіллям і насильством, люди стали відчувати себе жертвами зростаючого чудовиська на прізвисько «залізний кінь». Добре це чи погано, але та епоха дарувала світу найвідоміших злочинців — братів Френка і Джессі Джеймса. За легендою спочатку брати були мирними фермерами, але коли залізнична компанія спробувала нахабно забрати їх ферму на свою користь, хлопці взялися за зброю, і, організувавши загін «справедливої помсти», почали здійснювати зухвалі пограбування банків, поїздів і поштових диліжансів.
За голову Джессі Джеймса була оголошена рекордна для того часу нагорода в 25 тисяч доларів, однак жоден місцевий житель навіть не подумав про те, щоб видати його владі. Десять років вся поліція штату намагалася зловити лихих хлопців, але вони завжди йшли з-під носа влади.
За десять років банда пограбувала 11 банків, 7 поїздів, 3 диліжанса, убивши при цьому 16 осіб. Зрештою, в 1876 році банду Джессі Джеймса все-таки вдалося розгромити, коли вона зробила черговий напад на банк в місті Нортфілд, в штаті Міннесота.

## У ролях
- Тайрон Пауер — Джессі Вудсон Джеймс
- Генрі Фонда — Френк Джеймс
- Ненсі Келлі — Зерельда «Зі» Кобб, потім Зерельда «Зі» Джеймс
- Рендольф Скотт — маршал Вілл Райт
- Генрі Голл — майор Руфус Кобб
- Слім Саммервілл — тюремник
- Дж. Едвард Бромберг — Джордж Рунейн
- Браян Донлеві — Барші
- Джон Керредін — Боб Форд
- Дональд Мік — Маккой
- Джонні Расселл — Джессі Джеймс-молодший